# Monocosmoecus obtusus
Monocosmoecus obtusus is een schietmot uit de familie Limnephilidae. De soort komt voor in het Neotropisch gebied.